# Gare de Toul
Gare de Toul – stacja kolejowa w Toul, w departamencie Meurthe i Mozela, w regionie Grand Est, we Francji.
stacja Toul leży na linii Paryż - Strasburg (linia nr 1 Wschód) na końcu linii z Culmont-Chalindrey (linia 15) i na linii do Blainville-Damelevières (linia 27).

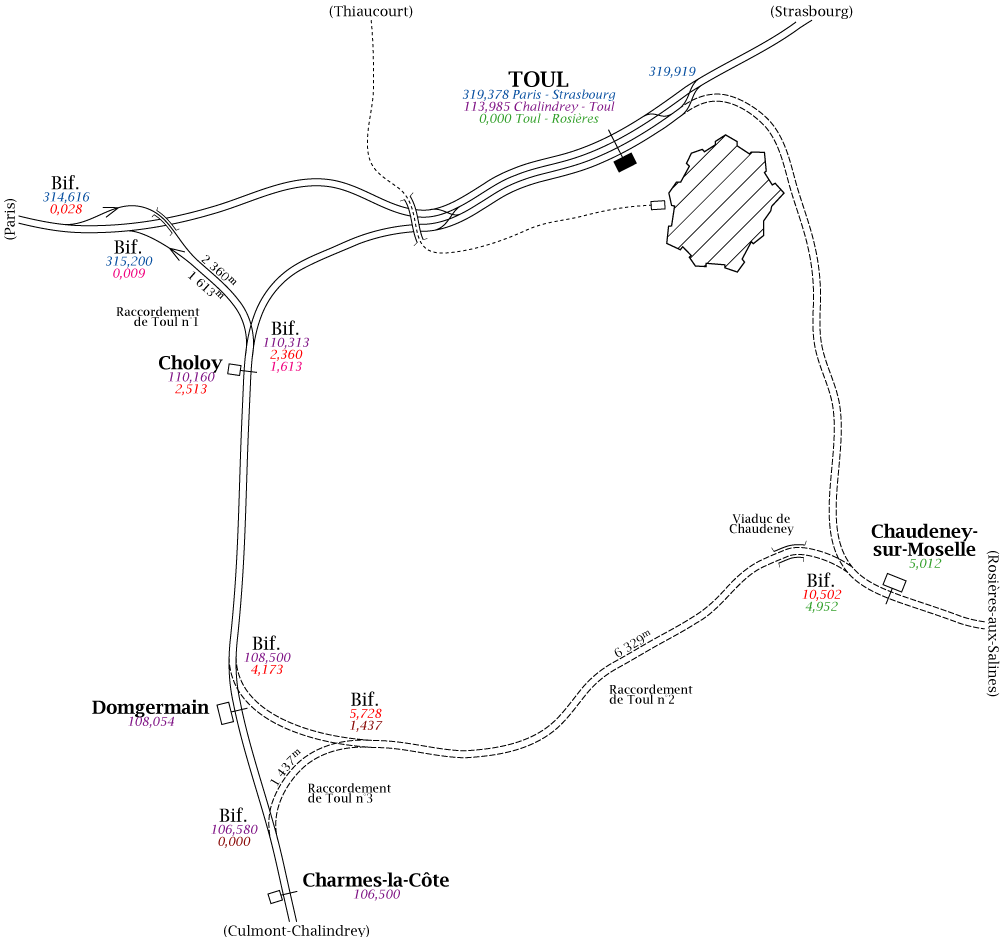
Schemat węzła Toul